# 1 Dywizja Artylerii Przeciwlotniczej

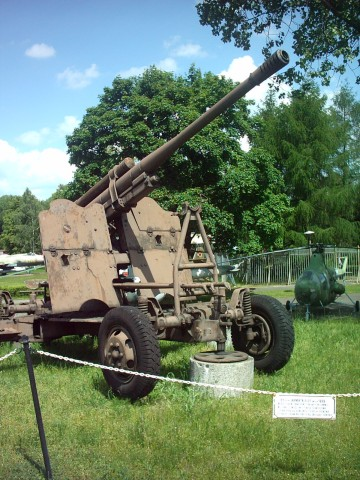
85 mm armata przeciwlotnicza wz.39

1 Dywizja Artylerii Przeciwlotniczej (1 DAPlot) – związek taktyczny artylerii przeciwlotniczej ludowego Wojska Polskiego.

## Formowanie i zmiany organizacyjne
Dywizja została sformowana w maju i czerwcu 1944 w Sumach na Ukrainie na podstawie rozkazu dowódcy 1 Armii Polskiej w ZSRR. Do końca wojny znajdowała się w składzie 1 Armii WP.
We wrześniu 1945 dywizja została przeformowana w 84 pułk artylerii przeciwlotniczej. Pułk stacjonował w Brzegu i posiadał etat pokojowy – 732 żołnierzy.

## Struktura organizacyjna
dowództwo
- bateria dowodzenia
  - pluton łączności
  - pluton rozpoznania
  - pluton radiowy
- trzy pułki artylerii przeciwlotniczej małego kalibru

15 pułk artylerii przeciwlotniczej
16 pułk artylerii przeciwlotniczej
17 pułk artylerii przeciwlotniczej
cztery baterie artylerii
kompania wkm plot
warsztat techniczno-artyleryjski
- jeden pułk artylerii przeciwlotniczej średniego kalibru

18 pułk artylerii przeciwlotniczej
cztery baterie artylerii
pluton zaopatrzenia bojowego
warsztat techniczno-artyleryjski
- park artyleryjski
- warsztat remontu sprzętu artyleryjskiego
- warsztat remontu samochodów
- kwatermistrzostwo

Dywizja liczyła etatowo 2337 żołnierzy
Uzbrojenie zasadnicze
- 16 armat przeciwlotniczych 85 mm,
- 72 armaty przeciwlotnicze 37 mm
- 52 wkm 12,7 mm

Dowódca
- płk Kazimierz Prokopowicz[2]

## Marsze i działania bojowe
|  |  |  |  |

|  |  |